# Arabie (province romaine)
Pour les articles homonymes, voir Arabie (homonymie).
 (octobre 2020).

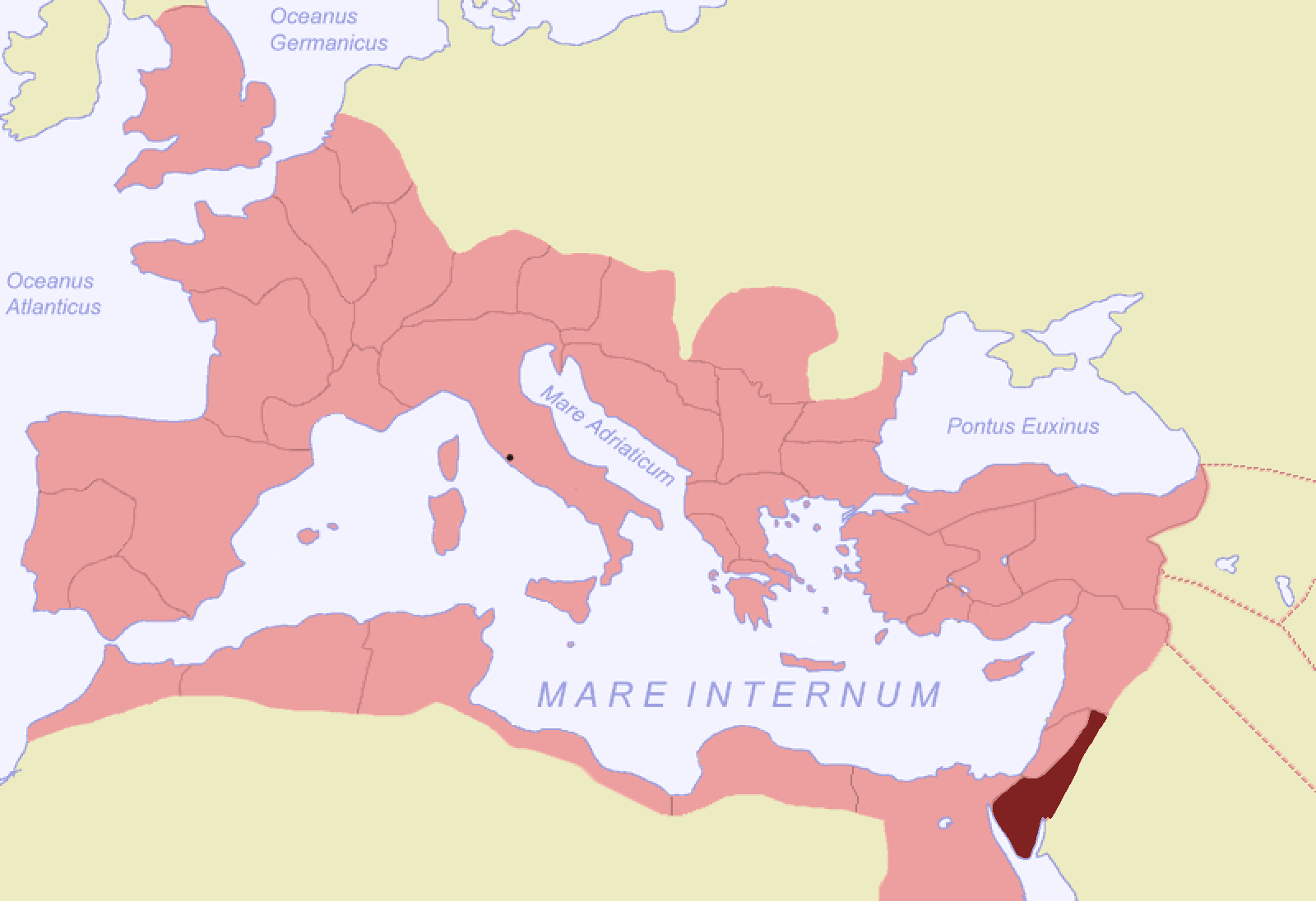
La province romaine d'Arabie Pétrée (en rouge bordeaux) dans l'Empire romain (en rouge clair).

La province romaine d'Arabie (en latin : Arabia Petraea) est créée en 106, après la conquête du royaume nabatéen sous protectorat romain. Sa capitale est Bosra et sa cité la plus célèbre est Pétra. Débouché des caravanes venues du Sud arabique ou du golfe Persique, le royaume nabatéen occupait une région importante pour les liaisons stratégiques des Romains entre l'Égypte d'une part, la Judée et la Syrie d'autre part. La province d'Arabie, malgré sa création tardive, est bien intégrée à l'empire, et sa région garde des traces archéologiques importantes de la présence romaine.

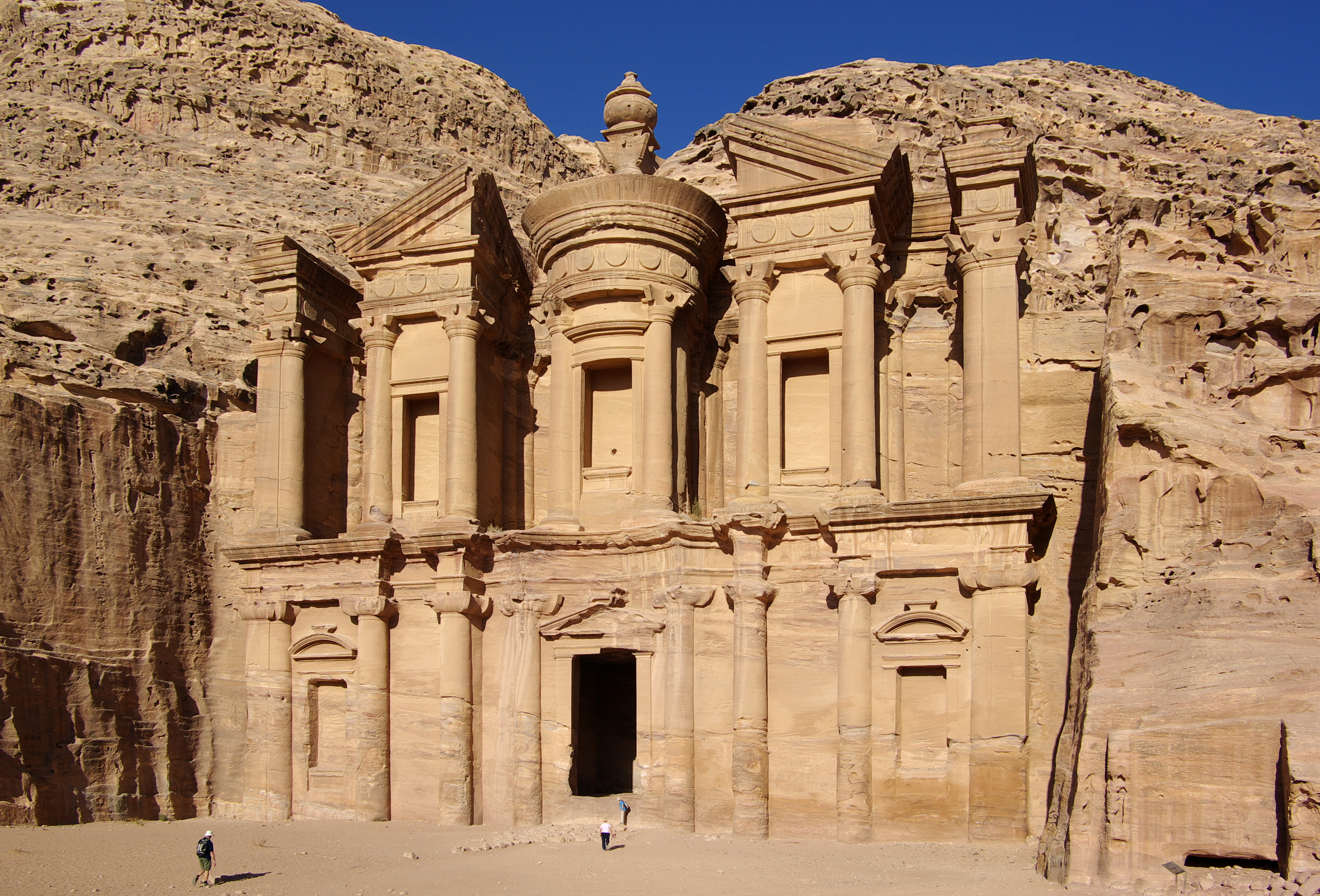
Petra.

## Conquête
En 106, A. Cornelius Palma, légat de Syrie, occupe ce royaume sans difficulté et en fait une province impériale nommée Arabia, gouvernée par un légat d'Auguste propréteur, installé au nord de la nouvelle province, à Bostra (Bosra). La IIIe légion Cyrénaïque venue d'Égypte y est transférée. De là, elle protège l'Égypte et la Judée des éventuelles attaques venues de l'est et prépare le projet de Trajan de guerre contre les Parthes. En temps de paix, elle contrôle la grande route commerciale de Damas à Pétra, qui se dirige ensuite vers Aela (Aqaba) et la mer Rouge, l’Égypte et Alexandrie[réf. nécessaire].
Après la conquête, la prospérité de Pétra diminue, concurrencée par les nouvelles routes commerciales partant de Palmyre et d'Alexandrie[réf. nécessaire].

## Histoire de la province

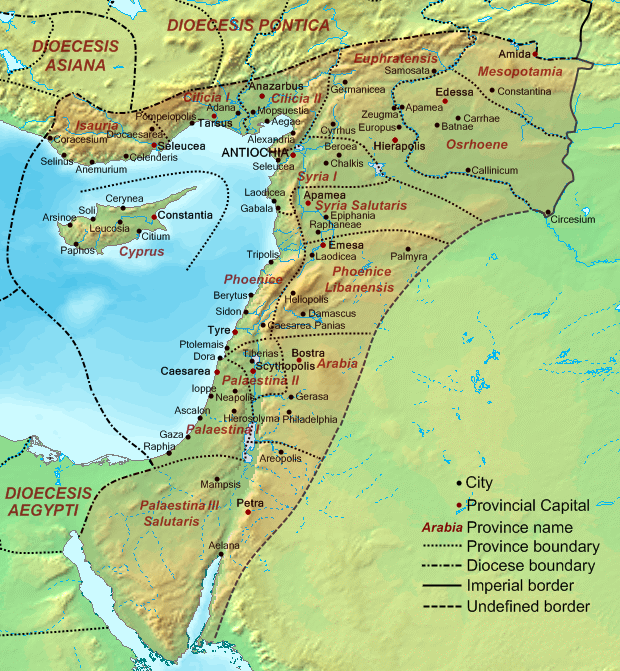
Redécoupage du diocèse d'Orient en l'an 400.

Sous les derniers Antonins, Marc Aurèle et Commode, la garnison de la province est présente jusqu'aux limites de l'Arabie déserte, au plus près des routes menant vers l'Arabie Heureuse, notamment à Dumatha[réf. nécessaire].
Au début du règne de Septime Sévère, la province est étendue vers le nord, aux dépens de la province de Syrie. Le christianisme s'implante à Bostra, la capitale et, vers 213-214, le gouverneur Furnius Julianus doit faire appel à l'évêque d'Alexandrie (qui lui envoie le jeune Origène) pour apaiser un conflit qui divisait les chrétiens de la province[réf. nécessaire].
Un notable de l'ordre équestre originaire de la région de Bostra réussit une ascension exceptionnelle : M. Julius Philippus, ou Philippe l'Arabe, participe en 241 à la campagne contre les Perses. Il remplace en 243 le défunt Timésithée comme préfet du prétoire et tuteur du jeune empereur Gordien III. En 244, les soldats éliminent Gordien III et proclament Philippe empereur. Il règne de 244 à 249 (c'est lui qui célèbre le millénaire de Rome en 248)[réf. nécessaire].
Lors de la crise du IIIeme siècle, la province d’Arabie rejoint la sécession du Royaume de Palmyre.
Au cours du IVe siècle, les réformes de la tétrarchie fractionnent l'Arabie romaine en provinces plus petites et séparent les pouvoirs militaires et civils dans les provinces, à l'exception de l'Arabie Pétrée, gouvernée par un dux et praeses, ce qui témoigne des risques d’insécurité et de menaces extérieures contre cette province[réf. nécessaire].

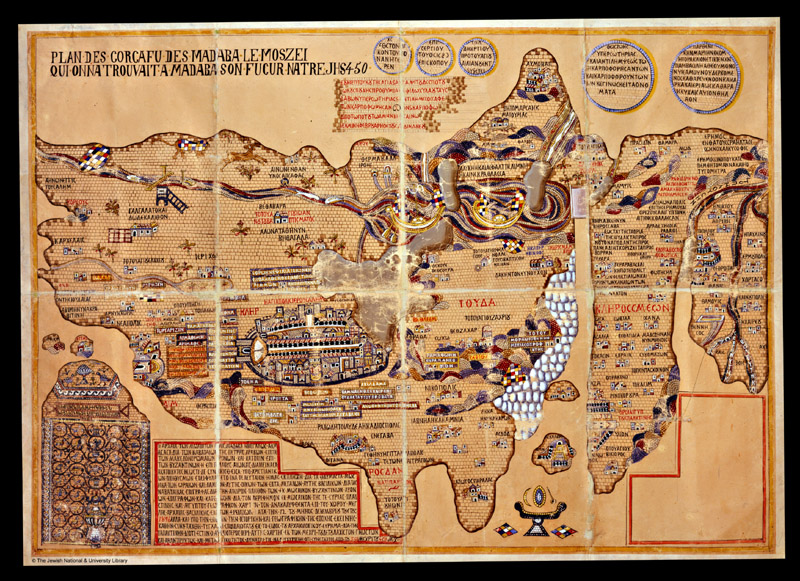
Carte de Madaba.

Le christianisme s'implantant dans l'empire romain, les lieux bibliques mythiques de la province d'Arabie voient l’édification de lieux de culte, tels que le monastère de Siyagha (en) du mont Nébo et de nombreuses églises. Les mosaïques de ces églises ont permis aux archéologues de caractériser une école de mosaïstes dite de Madaba (Carte de Madaba)[réf. nécessaire].
Au VIe siècle, Justinien Ier dégarnit la province de ses troupes permanentes et confie sa défense aux Ghassanides, Arabes chrétiens[réf. nécessaire].
En 619, pour conquérir l'Égypte, les Perses Sassanides doivent passer par l'Arabie. Ils entrent en conflit avec Constantinople. Après la victoire définitive des Byzantins sur les Perses en 628, la province est réintégrée dans l'empire[réf. nécessaire].
En 637, les musulmans mettent fin à la domination romaine en s'emparant de Jérusalem[réf. nécessaire].
Au VIIIIe siècle, les tremblements de terre et les épidémies achèvent de ruiner la civilisation urbaine gréco-romaine de l'Arabie Pétrée[réf. nécessaire].

## Sites archéologiques
Deux villes constituent des sites majeurs de Jordanie : Jerash (ancienne Gerasa) et Pétra.
D'autres vestiges antiques peuvent être visités tant en Syrie du sud qu'en Jordanie :
- Bosra (capitale de la province, aujourd'hui Bosra en Syrie) ;
- Philippopolis d'Arabie (Chahba, en Syrie du sud) ;
- Soueïda, en Syrie du sud ;
- Areopolis d'Arabie (Rabbathmoba, Rabba en Jordanie) ;
- Khirbet ed-Dharih (temple récemment fouillé et restauré en Jordanie) ;
- Qasr al Hallabat (Jordanie) ;
- le limes Arabicus et les ruines des forteresses de Qasr al-Azraq, Qasr Bshir, ou le camp légionnaire de Betthorus (Lejjun) ;
- l'église de Madaba et sa mosaïque représentant une carte de la Palestine gréco-romaine.